# نظام سينسا الغذائي

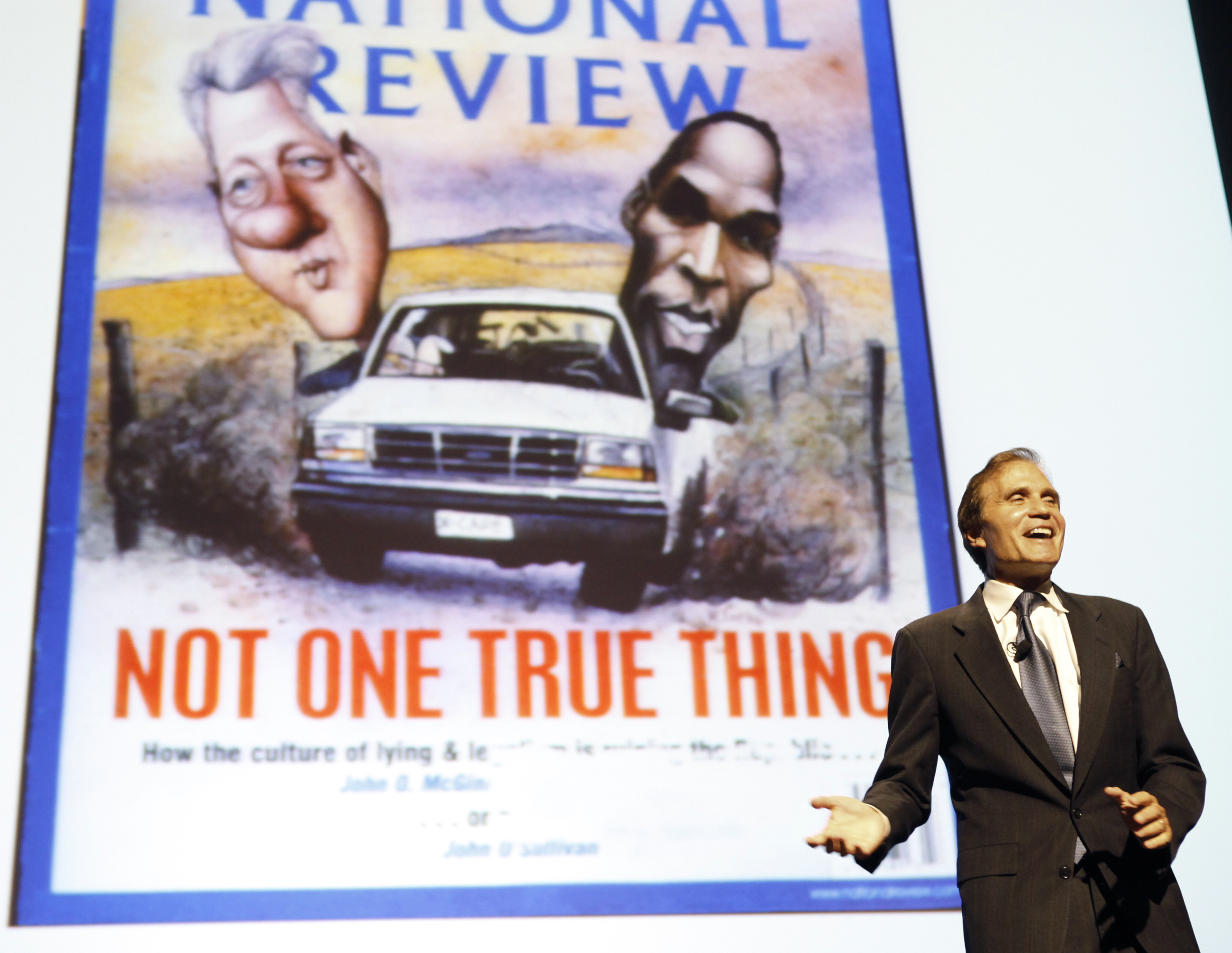
آلان هيرش وهو يقدم في مؤتمر Cusp 2009 بشيكاغو، إلينوي

سينسا هي علامة تجارية لمعونة غذائية أنشأها ألان هيرش، وهو طبيب نفسي وطبيب مخ وأعصاب أمريكي. يفتقر هذا المنتج للإثباتات العلمية لمفعوله وكان وما زال موضع للجدل والدعاوى القضائية. أوقفت الشركة المنتج بعد فرض غرامة 26 مليون دولار أمريكي من قِبل المفوضية الفدرالية للتجارة في عام 2014.

## الادعاءات
وفقا للإعلانات المروجة لنظام سينيا الغذائي، يمكنك أن تأكل كل طعامك المفضل دون الحاجة إلى حساب عدد السعرات الحرارية، حرمان نفسك من أطعمة معينة، أو حرمان نفسك مما تشتهيه. كل ما تحتاج إليه هو أن ترش طعامك بكريستالات سينسا المعززة للنكهة والتي ستؤدي إلى فقدان الوزن.
و قد طورت «كريستالات سينسا» هذه من قِبل الطبيب ألان هيرش (مؤسس ومدير طب الأعصاب لمؤسسة أبحاث ومعالجة الشم والتذوق بشيكاغو). ويقال أن كريستلات السينسا أو متذوقات السينسا تعطي إحساس بالشبع وبالتالي فقدان الوزن. كما يدعي الموقع أنه إذا التزم الشخص بنظام السينسا فيمكنه أن يخسر 30 رطل في ستة أشهر.

## الخلفية
وفق «نظام سينسا الغذائي»، لا يوجد أي نظام معين أو حمية أو قائمة بمحظورات للطعام مع استخدام سينسا.
يقول هيرش أنه كان هناك دراسة مراجعة من قبل الزملاء بمجتمع الغدد الصماء والتي تزعم أن المقام عليهم الدراسة خسروا 30 رطلا من وزنهم بالفعل مع استخدام سينسا. لكن، مجتمع الغدد الصماء ينفي مراجعة تلك الدراسة. ففي برنامج مجلة ABC الإخبارية، حدة البصر، صرح مجتمع الغدد الصماء أنهم «كانوا متفاجئين ومضطربين من الطبيعة الدعائية لتقديمه للمنتج».
امتلكت المنتج وتولت حملة تسويقه شركة منتجات سينسا ذات المسؤولية المحدودة وشركتها الأم شركة سينسا المحدودة والتي كانت تعرف مسبقا بشركة إنتلجنت بيوتي (Intelligent Beauty) المحدودة. وكان المدير التنفيذي لشركة منتجات سينسا ش.م.م هو آدم جولدنبيرج. تم إعادة تسمية (Intelligent Beauty) ل (JustFab) المحدودة وهي تعرف الآن ب (TechStyle). آدم هو حاليا المدير التنفيذي المشترك ل (TechStyle).

## الجدل والدعاوى القضائية
لم تؤكد أي صحف طبية استعراض النظراء لأي من دراسات سينسا الداخلية.
تشمل انتقادات الأبحاث المزعومة لسينسا وأبحاث الدكتور هيرش:
1. لم تكن الدراسة عمياء في أي اتجاه (كان الباحثون والخاضعين للبحث يعرفون من أخذ سينسا ومن أخذ الدواء الوهمي، حيث يعد ذلك تضارب في المصلحة ويعَرِض الدراسة لنتائج يقودها تأثير الدواء الوهمي.)
2. لم يكن بالدراسات مجال لمقارنة الأقران ولم يتم التصديق عليها من أي مؤسسة طبية أو صحية مستقلة.
3. لم يتم تكرار النتائج للتصديق عليها.
4. أجريت هذه الدراسات منظمات تابعة لسينسا والتي ترغب ف الحصول على التعويض المالي (تضارب في المصالح)
5. تتعارض المعلومات بين إدعاءات سينسا الإحصائية على إعلاناتهم والمعلومات الموجودة على براءة اختراع المنتج والخبراء بمجال الطب.
6. يعارض المتخصصين في مجالات الصحة والتخسيس بشدة المنطق وراء منتج سينسا حيث أظهروا أكثر من مرة أنه لا مكون من مكونات المنتج يملك الصفات التي يدعي المنتج بامتلاكها.[7]

في 2013، دفع مسوقين سينسا 905,000 دولار لتسوية اتهامات بالإعلان المضلل في كاليفورنيا بعد إجراء تحقيق من قبل Statewide Nutritional Supplement Task Force والذي قرر أن سينسا تدعي ادعاءات لكفاءة منتجاتها لا أساس لها من الصحة وتفرض رسومًا غير مصرح بها على عملائها.
في 7 يناير 2014، قدرت المفوضية التجارية الفيدرالية (FTC) حوالي 26.5 مليون دولار كجزية ضد الشركة لتسوية اتهامات إدعاءات خسارة الوزن التي لا أساس لها من الصحة. وفق هذا الحكم، يُمنع المدعي عليهم من إطلاق أي ادعاءات خسارة وزن بشأن المكملات الغذائية أو الأطعمة أو الأدوية إلا في حالة امتلاك دراستين طبيتين مستوفيتين وقابلة للسيطرة بشكل جيد على بشر حقيقيين والتي تدعم هذه الادعاءات. ويُمنعوا أيضًا من إطلاق أي ادعاءات لها علاقة بالصحة إلا إذا كانت مدعمة بتجارب علمية وتحاليل وأبحاث ودراسات موثوقة ويُعتمد عليها. كما أنهم يمنعون من إساءة استخدام أي دلائل علمية لصالحهم. في أكتوبر 2014، أشهرت سينسا إعسارها ماليًا وأوقفت العمل على المنتج وتم التنفيذ عليها لصالح الدائنين. في ديسمبر 2014، أعلنت FTC أنها سترسل 477,083 شيك استرداد بحوالي 26,023,329 دولار أمريكي للمستهلكين الذين اشتروا المكمل الغذائي للتخسيس.